# ND Slovenj Gradec
Nogometno društvo Slovenj Gradec, thường hay gọi ND Slovenj Gradec hoặc đơn giản Slovenj Gradec, là một câu lạc bộ bóng đá Slovenia thi đấu ở thị trấn Slovenj Gradec. Đội bóng thi đấu ở 2. MNZ Maribor, giải đấu cao thứ năm ở Slovenia.

## Danh hiệu
- Giải bóng đá hạng năm quốc gia Slovenia: 1

2008-09